# Mohammad Saeed Izadi
Mohammad-Saeed Izadi (en persan : محمدسعید ایزدی), né en 1964 et mort le 21 juin 2025 à Qom, connu sous le nom de Haj Ramazan, est un officier iranien. Brigadier général du Corps des Gardiens de la révolution islamique, il occupe le poste de chef de la section palestinienne au sein de la Force Al-Qods, et est tué lors de la guerre entre l’Iran et Israël.

## Biographie
Mohammad-Saeed Izadi est né en 1964 dans la ville de Sonqor. Il a commencé son activité militaire dans les années 1970 en rejoignant le Corps des Gardiens de la révolution islamique (IRGC).
Il a combattu sur les fronts sud et ouest pendant la guerre Iran-Irak. Après la guerre, il a concentré ses activités au sud du Liban et en Palestine, où il a joué un rôle central pendant trois décennies dans le renforcement des infrastructures de l'Axe de la Résistance, notamment les systèmes de missiles, les tunnels et les technologies de communication.
Il a entretenu une coopération étroite avec des commandants comme Imad Mughniyeh et Yahya Sinwar, et était considéré comme l’un des piliers cachés de la Résistance.